# Jim Drake
Pour les articles homonymes, voir Drake et Jim Drake (homonymie).
Jim Drake, né le 2 décembre 1944 et mort le 10 janvier 2022 à Freeland, Washington (en), est un réalisateur américain.

## Filmographie
Cinéma
- 1987 : Police Academy 4
- 1989 : Cannonball 3 (Speed Zone!)

Télévision
- 1984-1985-1986 :Madame est servie - 5 épisodes : 
  - 1984 : épisodes #1.3-4 et 8 ; 1985 : épisodes #1.12 ; 1986 : épisodes #2.24
- 1997 : Police Academy - 2 épisodes : 
  - épisodes #1.3-4